# Cristo in trono
Il Cristo in trono è un dipinto Olio su tela di Cima da Conegliano, databile 1505 e conservato nel Museo Puškin delle belle arti di Mosca.
Il dipinto raffigura al centro Gesù benedicente seduto sul trono, con in mano la sfera con la croce, simbolo del suo regno sul mondo.